# CK Rajan
 CK Rajan (* 1960 in Kerala) ist ein indischer Künstler.

## Leben
CK Rajan wurde 1960 im indischen Kerala geboren. Er studierte von 1987 bis 1989 Kunst an der Maharaja Sayajirao Universität in Baroda, wo er in den 80er-Jahren Mitglied der marxistischen Künstler-Vereinigung „Radical Group“ war. Zwischen 1992 und 1994 erwarb er eine Master of Arts in Malerei an der Universität von Hyderabad. Bekannt wurde Rajan vor allem durch die Ausstellung seiner Arbeiten bei der documenta 12.
Rajan lebt in Hyderabad.

## Werk
Rajans Arbeiten sind politisch motiviert. In seinem Werk nimmt er die gesellschaftspolitischen Widersprüche seines Landes auf. Er arbeitet vor allem mit Collagen.

## Ausstellungen
- 2007: Who’s got the Big Picture?, Museum van Hedendaagse Kunst, Antwerpen
- 2007: documenta 12, Kassel
- 2007: HORN PLEASE, Kunstmuseum Bern
- 2008: SANTHAL FAMILY, Museum van Hedendaagse Kunst, Antwerpen